# Nicolás Lasa
Nicolás Alejandro Lasa Bassorelli (Montevideo) es un psicólogo y político uruguayo perteneciente al Partido Socialista del Uruguay, sector integrante del Frente Amplio. Fue presidente de la Junta Departamental de Montevideo entre noviembre de 2022 y noviembre de 2023. Fue representante nacional por Montevideo en la legislatura 2015-2020. Es también conocido por haber participado de la segunda temporada del programa Bake Off Uruguay.

## Biografía
Lasa es licenciado en Psicología por la Universidad de la República y maestrando en Psicología Social en la misma universidad.
Fue quien privó a Sofía Pastorino de la diputación en 2019, lo que derivaría en ciertos movimientos que la harían irse del sector. 
Fue diputado suplente de Gonzalo Civila en el período 2015-2020. En 2020, debutó en el legislativo departamental de Montevideo por la lista 90 del Partido Socialista, que obtuvo 40.193 votos, dentro del Frente Amplio.  En noviembre de 2022, fue electo por unanimidad como presidente del Poder Legislativo departamental.
Lasa es abiertamente homosexual. En setiembre de 2021, habló de su experiencia personal en el Parlamiento de Montevideo: "Hoy vengo a hablar como gay visible, porque muchos y muchas lucharon, marcharon antes. Además, lo hago porque puedo, pero también reconociendo que estoy en una posición de privilegio".
Formó parte del equipo del programa de Carnaval llamado "Colados al Camión" siendo analista de los espectáculos que compiten en el Concurso Oficial de Agrupaciones de Carnaval. Luego de esta trayectoria, fue nombrado presidente del Jurado de Carnaval del año 2025.
El Presidente de Uruguay Yamandú Orsi, lo designó como Director Nacional de Desarrollo Social del Ministerio de Desarrollo Social (MIDES).